# سرجیو پاچیکو دی اولیویرا
سرجیو پاچیکو دی اولیویرا (به پرتغالی: Sérgio Pacheco de Oliveira) هافبک اهل برزیل است که در شهر ریودو ژانیرو و در تاریخ ۷ ژوئن ۱۹۸۱ به دنیا آمده‌است.
سرجیو پاچیکو دی اولیویرا در تیم‌های فوتبال باشگاه فوتبال ناک بردا سابقهٔ حضور دارد.